# Pardosa subsordidatula
Pardosa subsordidatula là một loài nhện trong họ Lycosidae.
Loài này thuộc chi Pardosa. Pardosa subsordidatula được Embrik Strand miêu tả năm 1915.